# Lavabo

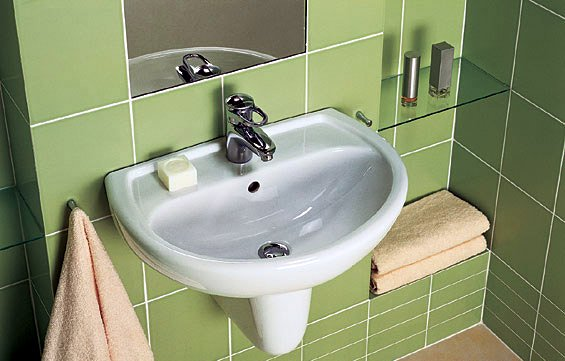
Lavabo.

Un  lavabo  o  rentamans  és un recipient sobre el qual s'aboca l'aigua per la neteja personal. Tradicionalment es fabriquen de porcellana, avui n'hi ha de les més diverses formes i materials, com ara metall, gres o vidre. Els lavabos actuals porten una o dues aixetes que connectades a la canonada de l'edifici subministren aigua freda i calenta (actualment a Catalunya és obligatori l'ús d'unes aixetes amb un sol canó per la sortida d'aigua freda i calenta mesclada). A la part inferior tenen una vàlvula de desguàs, connectada al clavegueram mitjançant un sifó, per la qual s'evacua l'aigua usada. Es poden considerar precedents o sinònims de recipients com rentamans o aiguamans.
En l'actualitat, els lavabos es fabriquen en gran varietat de materials entre els quals hi ha ceràmica, vidre, resina, metall, pedra polida o fusta amb tractaments hidròfugs. Quant a la seva col·locació, el més habitual és encastar els lavabos en un taulell de marbre de manera que quedi arran de la superfície superior. No obstant això, també hi ha lavabos sense taulell, uns muntats directament sobre un moble i d'altres que estan com a prolongació del taulell de marbre (al mateix nivell) constituint un sol moble continu.

## Obra i funcionament
Els lavabos actuals porten una o dues aixetes que connectades a la fontaneria de l'edifici subministren aigua freda i calenta. A la part inferior tenen una vàlvula de desguàs, connectada a la instal·lació de sanejament d'edificis per la qual s'evacua l'aigua usada.
Quant a la seva col·locació, és habitual encastrar els lavabos al taulell de cuina de manera que aquesta quedi a l'alçada del seu extrem superior. No obstant això, també hi ha lavabos exempts, és a dir, situats sobre el taulell o altres que es formen simplement com a prolongació d'aquesta constituint un sol moble continu.
D'altra banda, els lavabos de porcellana poden portar peu (també anomenat pedestal), amb mesures aproximades de 180 mm. (longitud); 150 mm. (ample); i 670 mm. (alçada).

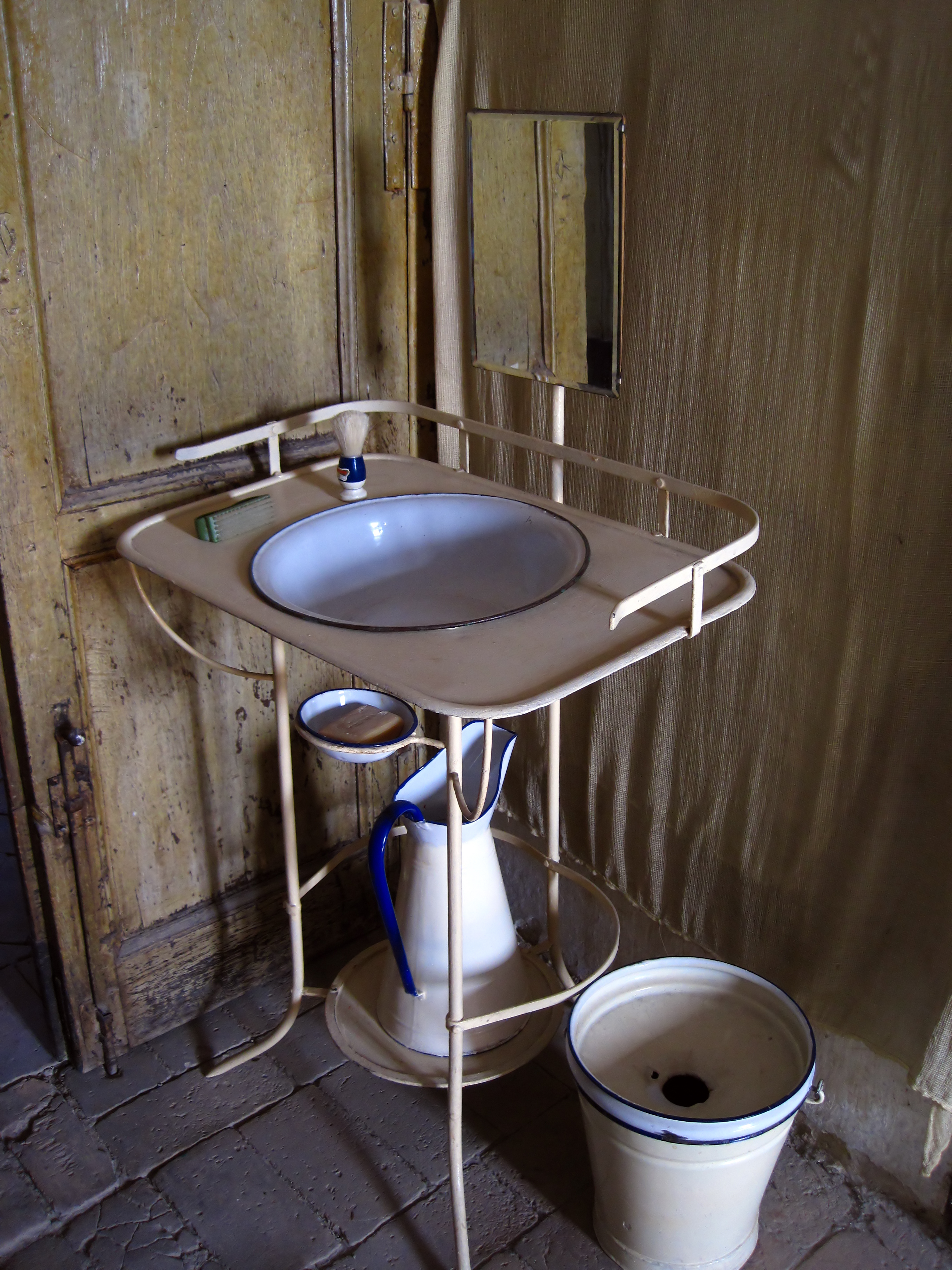
Lavabo de tipus rentamans amb palangana i aiguamans al Palazzo Lauria (San Mauro Forte, Itàlia).

## Història

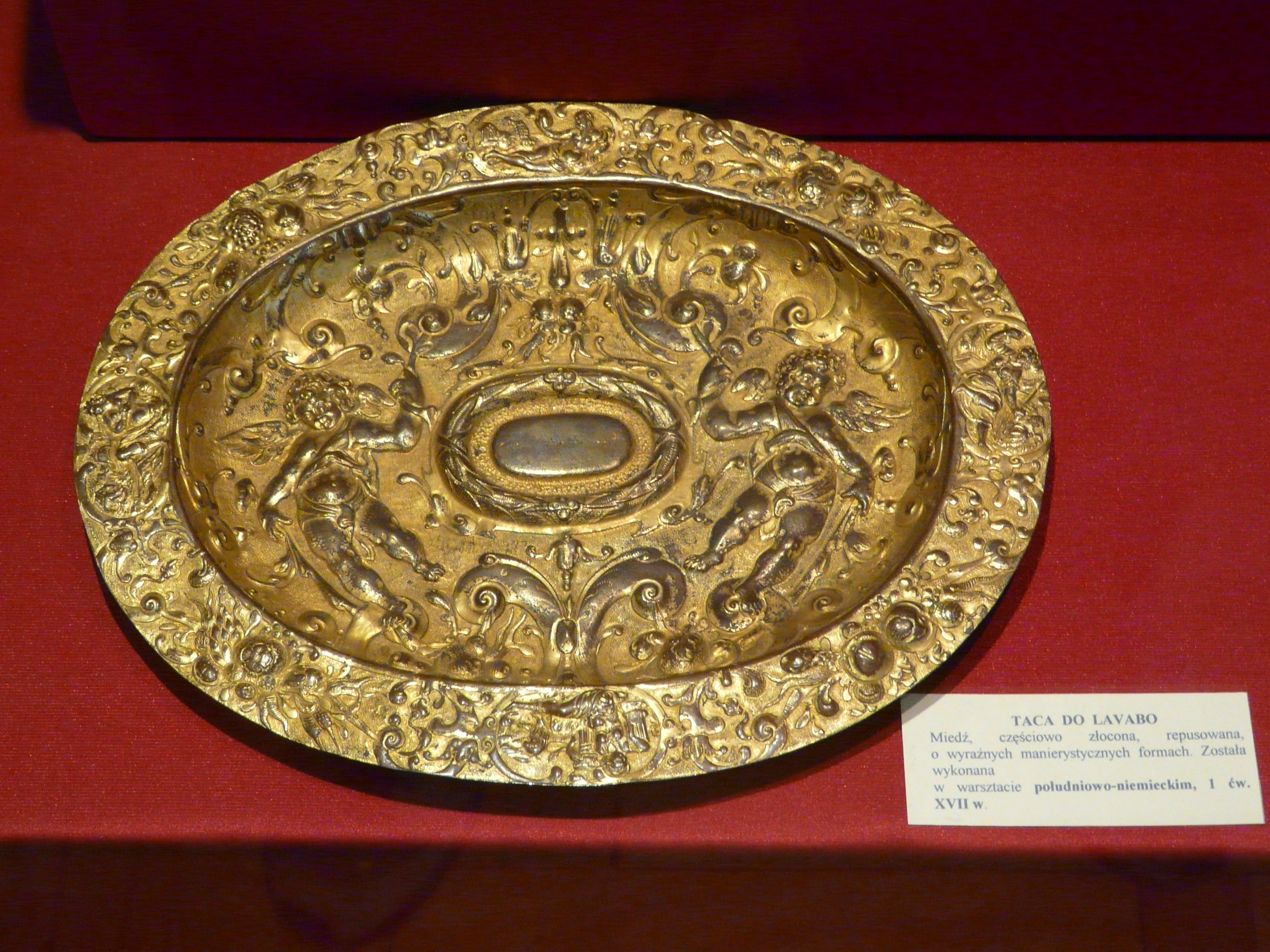
Aiguamans de bronze del s. XVIII

Fins a la difusió de la instal·lació fixa de lampisteria, s'utilitzava un rentamans posat en un moble anomenat ribeller o peu de ribellaal qual s'hi abocava aigua amb una gerra o calder. El rentamans desguassava dins d'un altre recipient situat a la part inferior del ribeller.
Els lavabos disposats a manera de font fixes en algun nínxol de paret, tenen origen antiquíssim i ja els utilitzaven els cartaginesos, grecs i romans.  A l'edat mitjana normalment en tenien les esglésies i monestirs. Però com a peça de mobiliari domèstic no se'n troben amb anterioritat al segle xv. En aquest segle i el següent cal destacar Venècia en la seva fabricació, consistien en un trípode més o menys adornat que sostenia un cercle de ferro o de fusta en el qual s'hi posava el gibrell o rentamans.
En un capítol més recent de la història d'aquest tipus de recipients es podria esmentar el ja mític lavabo d'Einstein de la Facultat de Física de la Universitat de Leiden a Holanda.
Fins a la difusió de la instal·lació fixa de fontaneria, el primitiu lavabo era un moble mòbil, compost de palangana, col·locada sobre una carcassa de fusta amb potes, en què s'abocava aigua amb una gerra. Si la palangana disposava de sobreeixidor (forat al fons), conclòs el rentatge es treia el tap d'aquest orifici i l'aigua usada queia a un altre recipient situat a la part inferior del moble.
En alguns importants Museus s'hi conserven rentamans de bronze molt curiosos amb forma d'animals que en altres temps havien servit de lavabos fixos i que van ser modificats com a mobles: daten dels segles xii i xiv. Així mateix, en diversos Museus s'hi poden trobar superbs gerros i belles cantessis de ceràmica que van tenir igual destinació en segles posteriors.

Lavabos especials
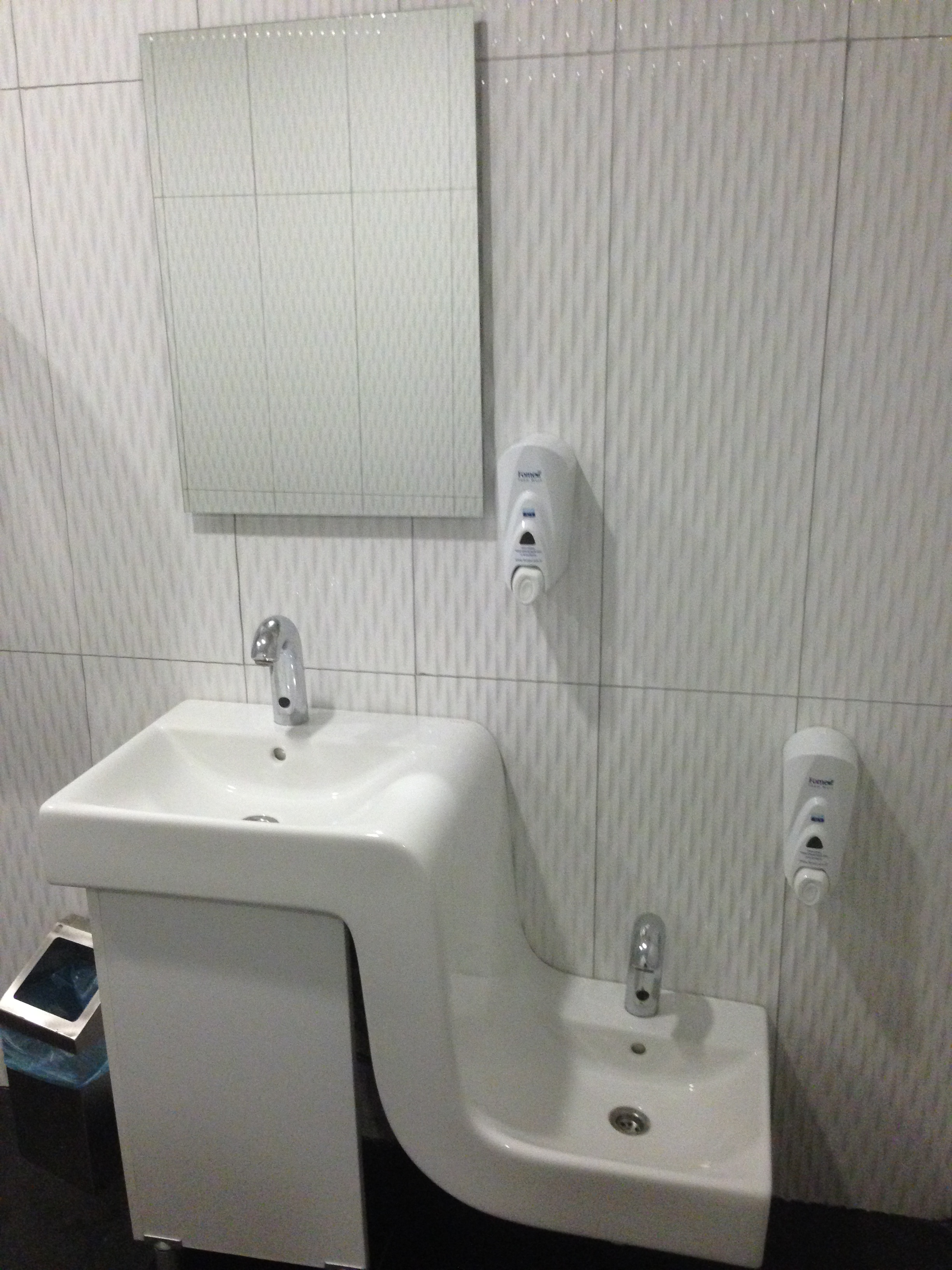
Lavabo de reciclatge de l'aigua (model usat a Turquia).
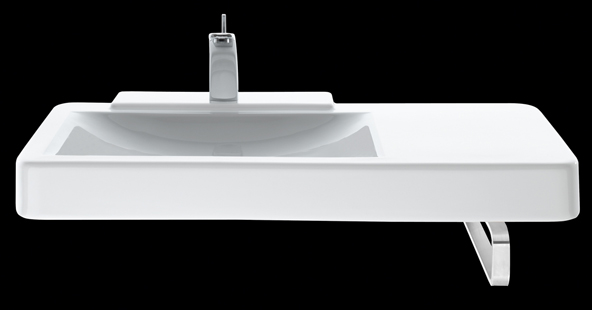
Lavabo del dissenyador alemany Detlef Rahe (*1964 a Hamburg), professor a la Universitat de Belles Arts de Bremen.
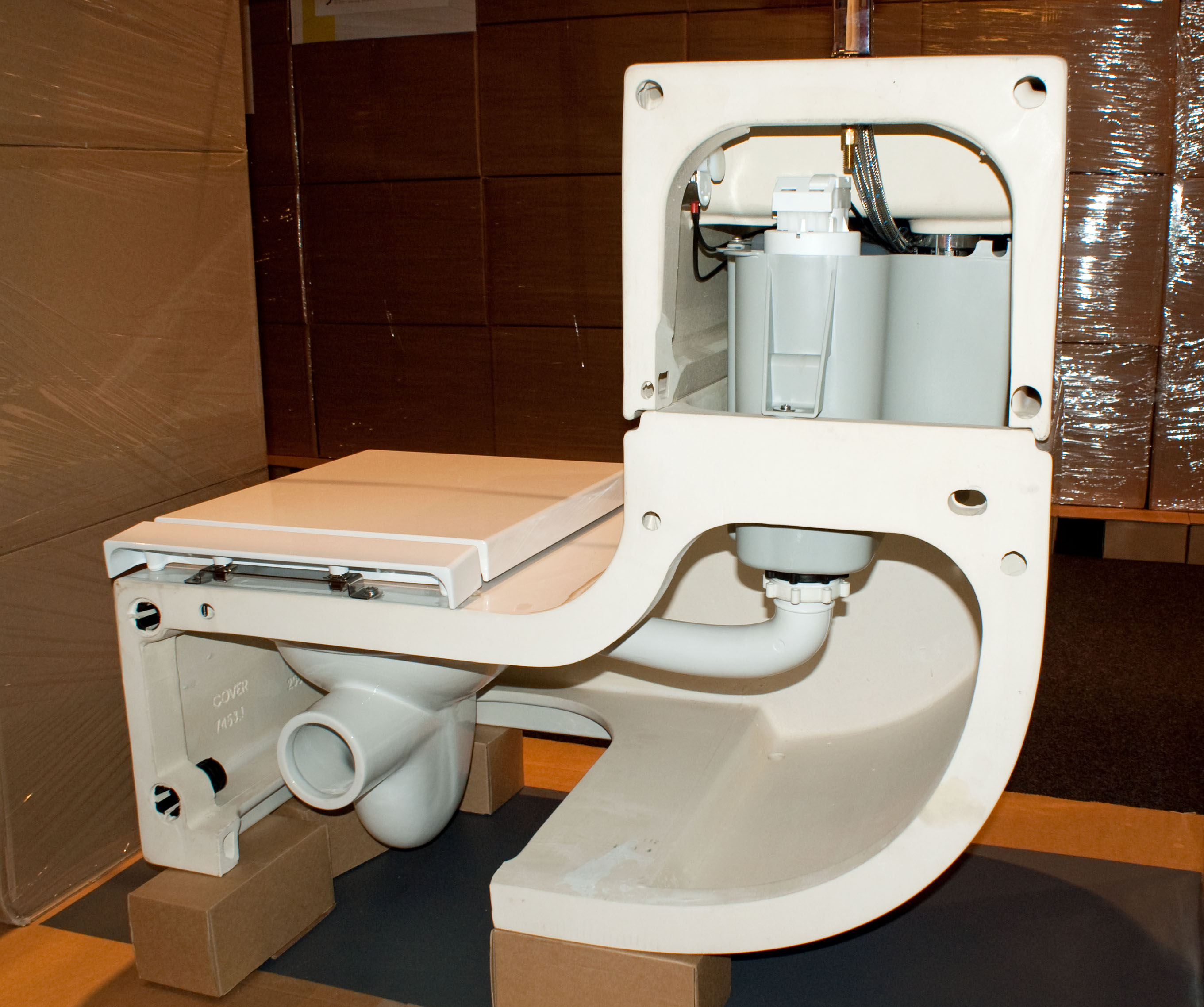
Vista posterior-inferior d'un lavabo incorporat a la cisterna del vàter per a aprofitament de l'aigua.
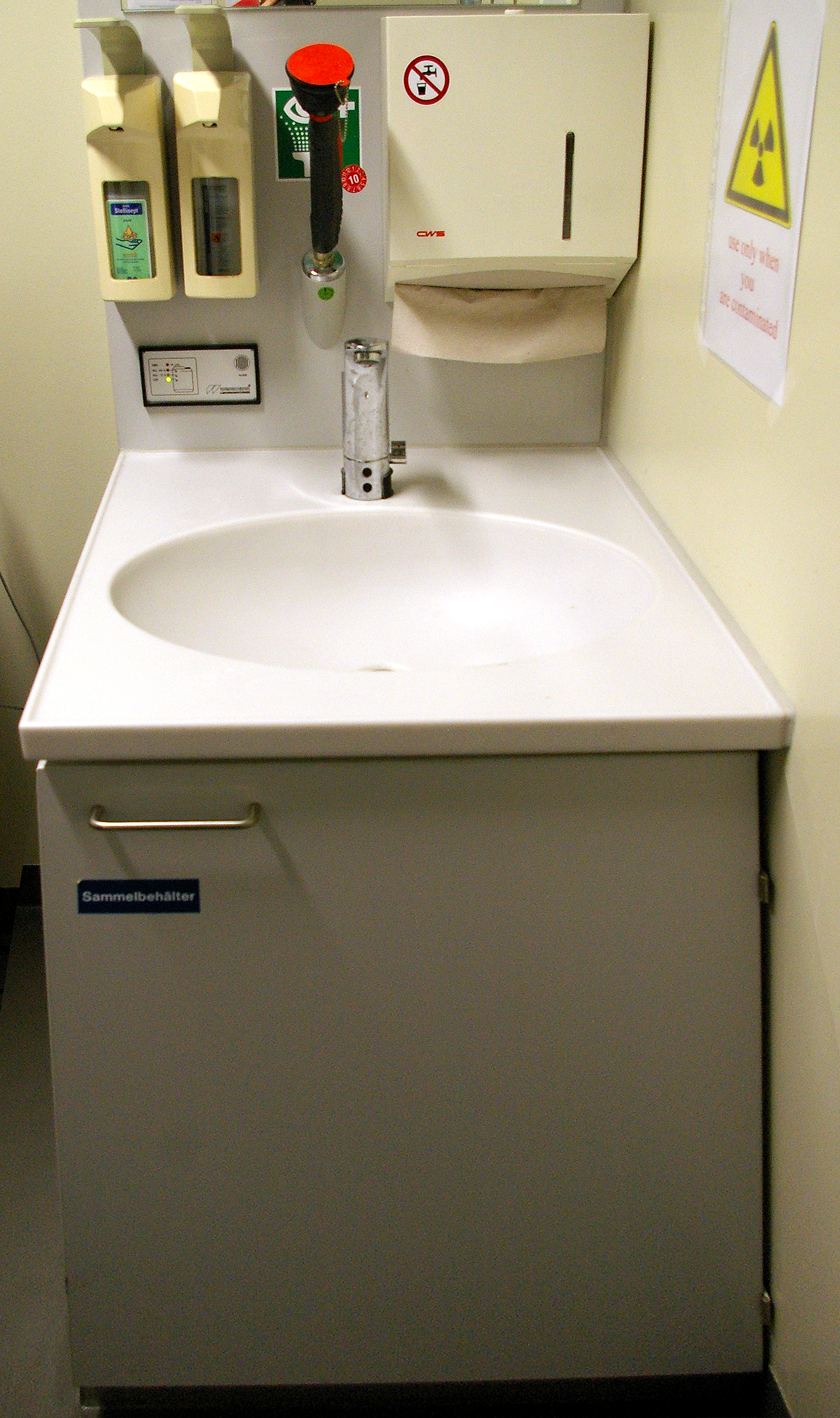
Lavabo especial per a descontaminació radioactiva, en un laboratori.

## Materials
Els lavabos estan fets de molts materials diferents. Entre ells s'hi inclouen:
- Ceràmica
- Formigó
- Coure
- Esmalt sobre acer o ferro fos
- Vidre
- Granit
- Marbre
- Níquel
- Plàstic
- Polièster
- Porcellana
- Pedra de sabó
- Acer inoxidable
- Pedra
- Terratzo
- Fusta

L'acer inoxidable és el més utilitzat en cuines i aplicacions comercials perquè representa un bon compromís entre cost, facilitat d'ús, durabilitat i facilitat de neteja. La majoria dels lavabos d'acer inoxidable es fabriquen estampant una xapa metàl·lica d'acer inoxidable sobre un encuny. Alguns lavabos molt profunds es fabriquen mitjançant soldadura. Els lavabos d'acer inoxidable no es fan malbé amb objectes calents o freds i resisteixen els cops. Un desavantatge de l'acer inoxidable és que, en ser de metall fi, tendeixen a ser més sorollosos que la majoria dels altres materials de lavabos, encara que els millors lavabos apliquen una capa gruixuda de material amortidor de vibracions a la part inferior del lavabo.
L'esmalt sobre ferro colat és un material popular per a lavabos de cuina i bany. Pesats i duradors, aquests lavabos també es poden fabricar en una gamma molt àmplia de formes i colors. Igual que l'acer inoxidable, són molt resistents als objectes calents o freds, però poden danyar-se per impactes bruscos i, un cop es trenca la superfície de vidre, el ferro colat subjacent sovint es corroeix, escloscant encara més el vidre. Una neteja agressiva embotarà la superfície, cosa que provocarà una acumulació de brutícia més gran. L'esmalt sobre acer és una alternativa d´aspecte similar, però molt menys resistent i econòmica.

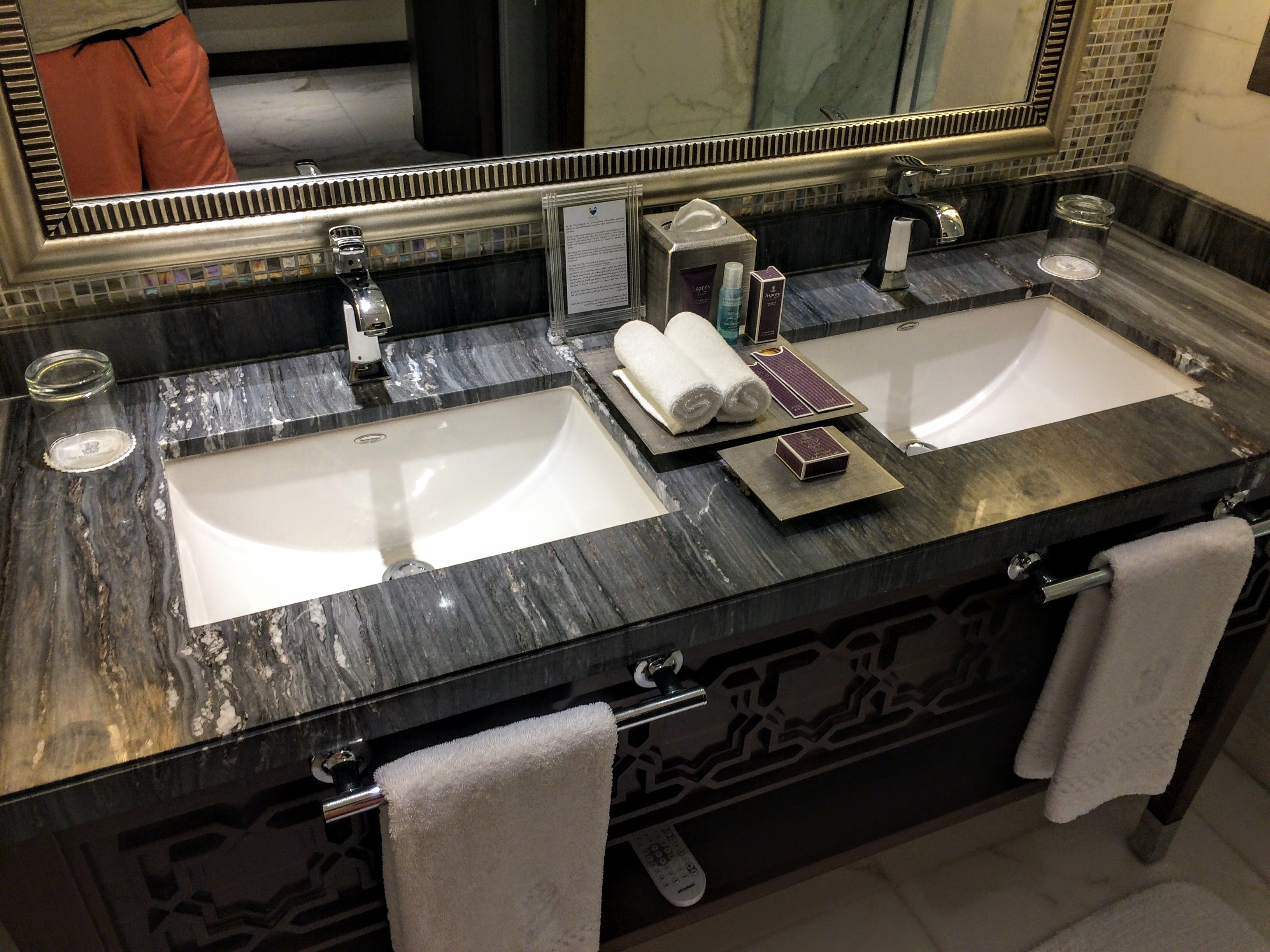
Lavabo doble amb taulell de marbre.

Els lavabos de ceràmica massissa tenen moltes de les mateixes característiques que els d'esmalt sobre ferro colat, però sense el risc que la superfície pateixi danys que provoquin corrosió.
Els lavabos de plàstic tenen diverses formes bàsiques:
- Els lavabos barats es fabriquen simplement amb termoplàstics modelats per injecció. Solen ser lavabos profunds i independents que s'utilitzen a les bugaderies. La principal virtut d'aquests lavabos, que es poden fer malbé amb objectes calents o esmolats, n'és el baix cost.
- Cada vegada són més populars els lavabos acrílics de gamma alta que s'encastren al taulell, encara que solen danyar-se fàcilment amb objectes durs, com fregar una paella de ferro fos al lavabo.
- Els lavabos de plàstic també poden fabricar-se amb els mateixos materials que s'utilitzen pels taulells de cuina de "superfície sòlida". Aquests lavabos són duradors, atractius i, sovint, poden modelar-se amb un taulell integrat o unir-se a un taulell independent sense juntes, cosa que fa que no hi hagi junta entre lavabo i taulell o que la junta sigui molt suau i no pugui atrapar brutícia ni gèrmens. Aquests lavabos es poden fer malbé amb objectes calents, però les zones danyades es poden polir per deixar al descobert el material intacte.

Els lavabos d'esteatita van ser comuns en el passat, però avui dia tendeixen a usar-se només en aplicacions de gamma molt alta o aplicacions que han de resistir productes químics càustics que farien malbé lavabos més convencionals.
Els lavabos de fusta són dels primers temps dels lavabos, i els banys es feien de teca natural sense cap acabat addicional. La teca s'escull per les seves propietats naturals d'impermeabilització - s'ha utilitzat durant centenars d'anys a la indústria marina per aquesta raó. La teca també té propietats antisèptiques naturals, cosa que és un avantatge per al seu ús en banyeres i lavabos.
Lavabos de vidre: Una tendència actual en el disseny de cambres de bany és el lavabo de vidre fet a mà (sovint anomenat lavabo de recipient), que s'ha posat de moda entre els propietaris adinerats.
Els lavabos de pedra es fan servir des de fa segles. Algunes de les pedres més populars són: marbre, travertí, ònix, granit i pedra sabonosa a lavabos de gamma alta.
Els lavabos de vidre, formigó i terratzo solen dissenyar-se per la seva estètica apel·lació estètica i poden obtenir-se en una àmplia varietat de formes i colors inusuals, com Flors formes florals. El formigó i el terratzo també s'utilitzen ocasionalment en aplicacions molt dures, com ara lavabos per a conserges.

## Lavabos per a centres quirúrgics
Els lavabos dissenyats per ser utilitzats per cirurgians a hospitals tenen diverses característiques especials per garantir que compleixin els estrictes requisits d'higiene i funcionalitat, que marquen les organitzacions de la Salut.
Els cirurgians poden operar aquests lavabos sense fer servir les mans per evitar la contaminació creuada. Per això disposen de pedals, o poden ser operats amb el genoll o el colze. Les aixetes amb activades per sensor de moviment per iniciar i aturar el flux d'aigua automàticament.
Els lavabos quirúrgics estan construïts amb materials d'alta qualitat com ara acer inoxidable quirúrgic o revestiments antimicrobians per minimitzar el risc de creixement bacterià i assegurar que l'aigüera sigui fàcil de netejar i desinfectar.
Els lavabos són profunds per ajudar a evitar que l'aigua esquitxi fora de l'àrea del lavabo, reduint el risc de propagació de contaminants.
Tenen un control òptim del Flux d'aigua i temperatura perquè la temperatura de l'aigua es mantingui en l'àmbit còmode i efectiu per al rentatge. Posseeixen vàlvules termostàtiques mescladores que permeten lliurar aigua a una temperatura constant per evitar cremades.
Els dispensadors de sabó es troben integrats operats sense contacte o amb el colze; això redueix encara més el risc de contaminació en permetre que el sabó es dispensi sense contacte directe amb les mans.
Els lavabos tenen vores suaus i arrodonides que permet una neteja fàcil i minimitzen les àrees on la brutícia i els bacteris poden acumular-se, facilitant la neteja i desinfecció del lavabo.
Els lavabos tenen sistemes de drenatge eficients que asseguren que l'aigua no s'acumuli al lavabo, reduint el risc de contaminació i mantenint l'àrea seca.
Aquests lavabos estan dissenyats per complir normes específiques de salut i seguretat establertes per organismes reguladors per garantir que siguin adequats per al seu ús en entorns quirúrgics.
Els lavabos han estat dissenyats aplicant criteris egonòmics per ser una alçada adequada i amb prou espai per permetre que els cirurgians es renten còmodament durant períodes prolongats.
Alguns lavabos poden incloure temporitzadors per garantir que els cirurgians es renten durant el temps adequat, segons els protocols de l'hospital.

## Lavabos i ablucions a mesquites
A les mesquites, el lavabo o àrea destinada a les ablucions, conegut com "wudu" o "wudhu," juga un paper crucial en el procés de purificació ritual per als musulmans.
El wudu és un rentat ritual realitzat pels musulmans abans de participar en la pregària (salah). Simbolitza la purificació física i espiritual i és una preparació per estar davant Déu en adoració. Realitzar wudu no és només una qüestió de neteja, sinó una pràctica profundament arrelada a la tradició islàmica. Ajuda els musulmans a sentir-se preparats i espiritualment nets per a les seves oracions.
Característiques Típiques de les Àrees d'Ablució
Les àrees d'ablució a les mesquites estan equipades amb lavabos o cubetes que sovint estan dissenyats específicament per facilitar el rentatge de mans, braços, cara i peus. Aquests generalment estan a una alçada baixa i, de vegades, tenen múltiples aixetes per acomodar diverses persones al mateix temps. Algunes mesquites tenen estacions especialitzades per al rentatge de peus, on les persones es poden rentar els peus còmodament. Aquestes poden estar integrades a l'edifici o en forma d'àrees elevades o tancades.
Aigua de neteja
Per mantenir la neteja i assegurar un subministrament constant d'aigua, moltes àrees d'ablució utilitzen un sistema de flux continu o aixetes que són fàcils d'usar. Algunes mesquites instal·len controls de temperatura per assegurar que l'aigua sigui còmoda per als usuaris, especialment en climes més freds. El sòl sol estar fet de materials antilliscants com ara rajoles o granit per prevenir accidents quan l'àrea està mullada. Un drenatge adequat és essencial per fer anar el desbordament d'aigua i prevenir inundacions. El sòl generalment té àrees inclinades que dirigeixen l'aigua cap als desguassos.
Privadesa i Confort
En mesquites grans, l'àrea d'ablució pot estar dividida en seccions separades per a homes i dones per garantir la privadesa. Algunes instal·lacions inclouen seients o bancs perquè les persones se senten mentre fan el wudu, particularment per als ancians o aquells amb problemes de mobilitat.
Les mesquites modernes sovint incorporen característiques per fer que les àrees d'ablució siguin accessibles a persones amb discapacitats. Això pot incloure lavabos més baixos, passamans i dissenys espaiosos per acomodar cadires de rodes.
Com que l'àrea d'ablució s'utilitza sovint, requereix una neteja regular per mantenir la higiene i assegurar que les instal·lacions estiguin sempre en bon estat. Moltes àrees d'ablució estan equipades amb dispensadors de sabó, tovalloles de paper o assecadors de mans per ajudar els usuaris a eixugar-se les mans després de fer el wudu.